# Eduardo Santos Itoiz
Pour les articles homonymes, voir Itoiz (homonymie).
Eduardo Santos Itoiz, né le 20 novembre 1973, est un homme politique espagnol membre de Podemos.
Il est élu député de la circonscription de Navarre lors des élections générales de décembre 2015.

## Biographie

### Profession
Eduardo Santos Itoiz est titulaire d'une licence en droit. Il est avocat médiateur et professeur associé en droit pénal et pénitencier.

### Activités politiques
Il est député au Parlement de Navarre jusqu'en novembre 2015.
Le 20 décembre 2015, il est élu député pour Navarre au Congrès des députés et réélu en 2016.